# Ullahau

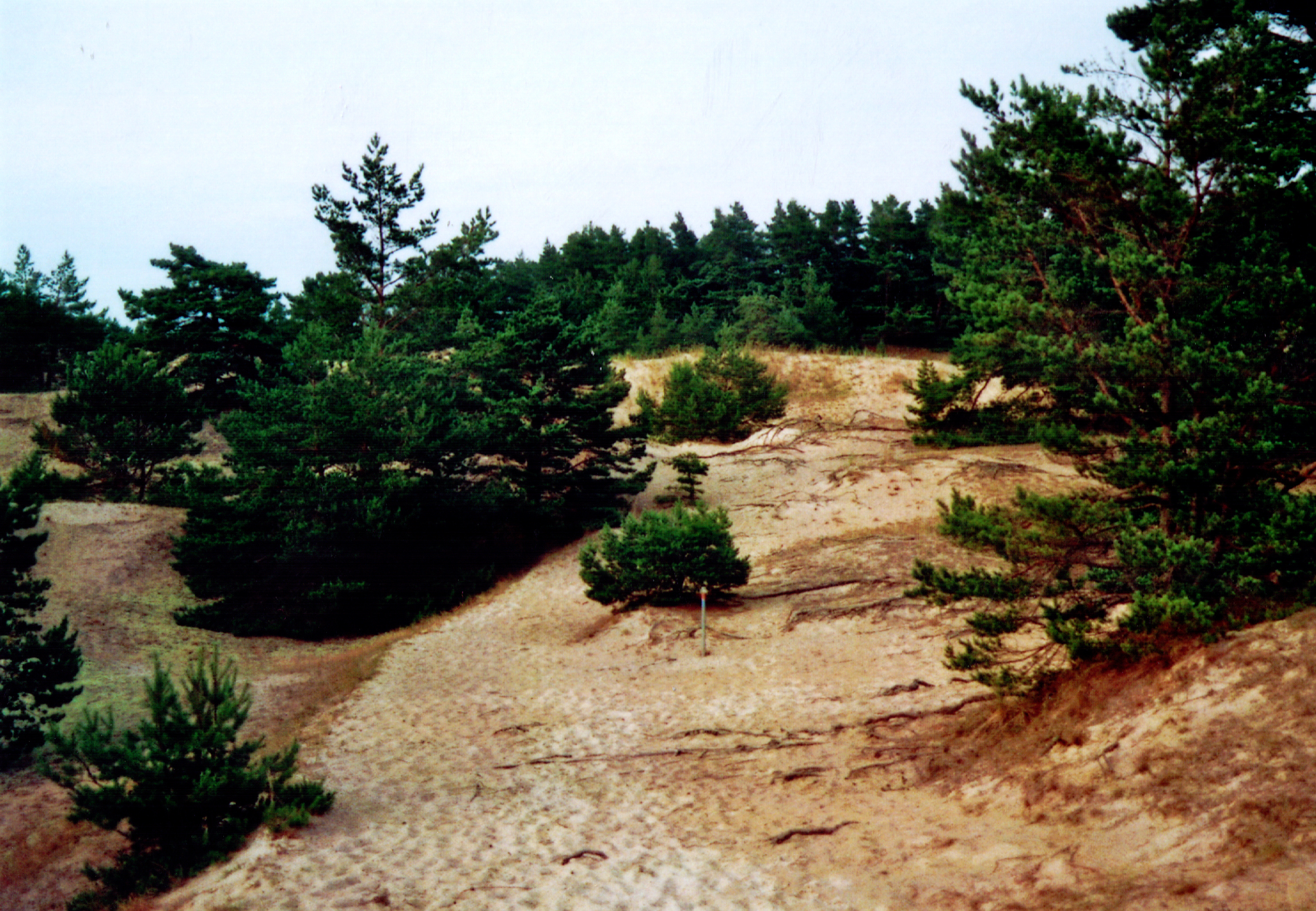
Ullahau

Ullahau of Ulla Hau is een natuurreservaat en Natura 2000-gebied op het Zweedse eiland Fårö (pal tegen Gotland aan), dat uit een deels bebost duingebied omvat met een rijke insectenfauna.
Ullahau ligt op het schiereiland Avanäset in het noordoosten van Faro. Het is een grote zandduin met zand bestaande uit kwarts en veldspaat. De vegetatie wijkt in een aantal opzichten af van die van Gotland omdat het zand arm is aan kalk. Ullahau is het grootste parabolische duin in Zweden en heeft de vorm van een hoefijzer. Het is open naar het noorden en is ongeveer 300 meter breed in het zuiden. In het oosten bereiken de duinen een hoogte van ongeveer 15 meter boven de omgeving. De duinboog omsluit een ongeveer 1.3 km breed gebied.
Het gebied is waarschijnlijk in de 18e eeuw ontstaan en wandelde toen met een snelheid van ongeveer drie meter per jaar. Tegen het einde van de 19e Eeuw is het beplant met grove den (Pinus sylvestris), berk en helm(Ammophila arenaria). Aan het begin van de 20e eindigde het wandelen van de duinen. Grote delen van Ullahau zijn nu bedekt met dennenbos.
Het duingebied is 145 hectare groot en is vanaf 1966 natuurreservaat.
De open zandgronden hebben een zeer speciaal, droog microklimaat omdat ze sterk aan zonlicht en wind zijn blootgesteld. We vinden er warmte- en droogteminnende insecten, waaronder de graafwesp (Sphex funerarius).
De verdeling van typen natuur is ongeveer als volgt: beboste duinen 64 %, bewegende met helm begraste (witte) duinen: 25 %, gefixeerde zandduinen met kruiden (grijze duinen): 10 %, overige duinen (onder meer met kruipwilg (Salix repens): 1 %